# Teatro Arthur Azevedo

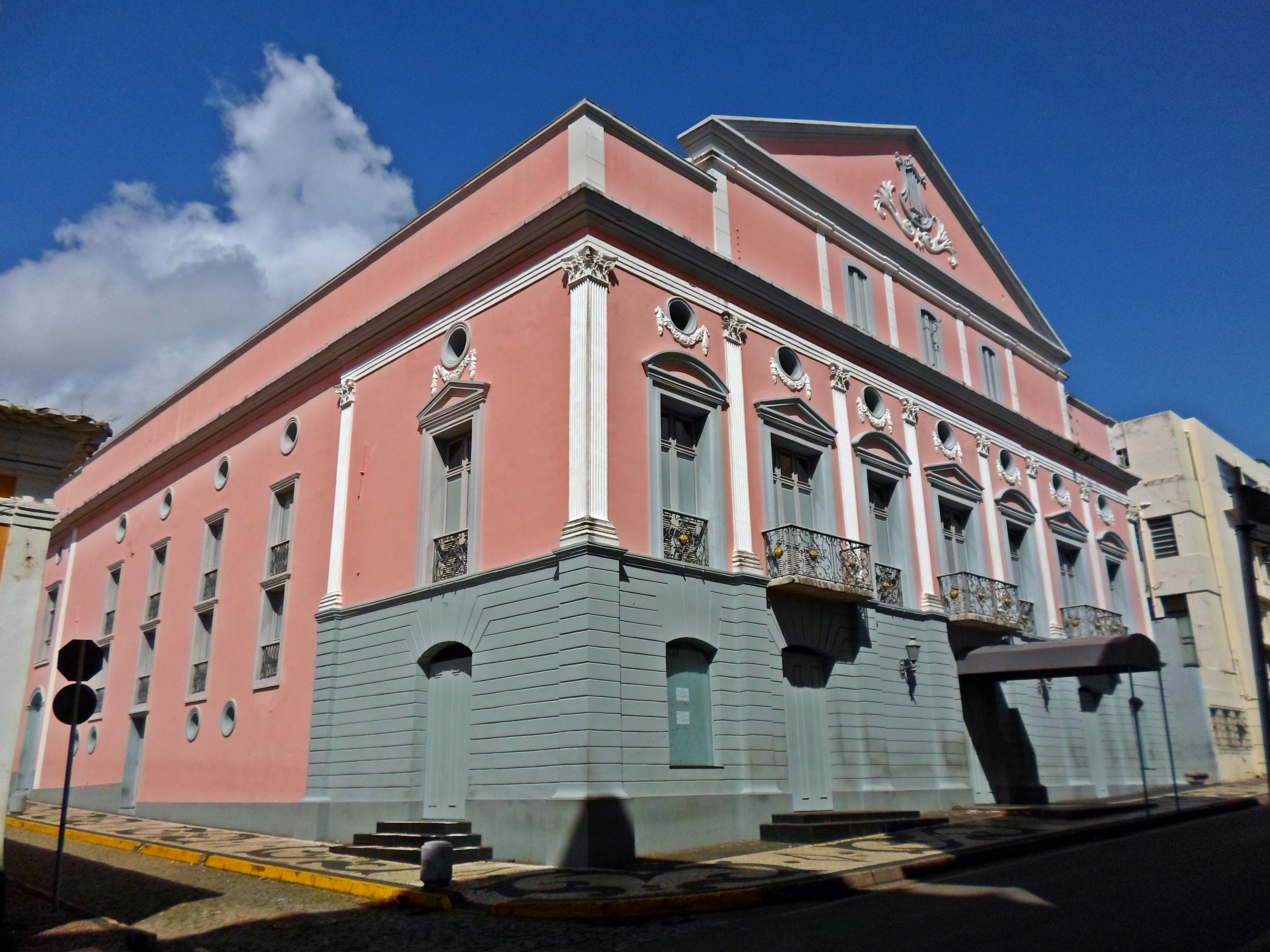
Teatro Arthur Azevedo.

El Teatro Arthur Azevedo se localiza en la ciudad de San Luis, en el estado de Maranhão, en Brasil.

## Historia
La idea de la creación del teatro surgió en 1815 por iniciativa de dos comerciantes portugueses, Eleutério Lopes de Silva Varela y Estevão Gonçalves Braga, en plena época dorada del ciclo del algodón, en la que Maranhão enriquecía con la exportación de este producto y la ciudad necesitaba de una mayor vida cultural. 
La construcción comenzó en 1816 y el día 1 de julio de 1817, después de un año de trabajo, fue inaugurado. Se llamó inicialmente Teatro União, en homenaje a la creación de Reino Unido de Portugal, Brasil y Algarves (1815), resultado de la venida de la familia real portuguesa a Brasil. Este era el cuarto teatro de la historia de San Luis, pero se destacaba por el confort y tamaño, con una capacidad para 800 espectadores. Su estilo neoclásico era también una novedad para la época.
En 1852 pasó a llamarse Teatro São Luiz y, en la década de 1920, ganó el nombre actual en homenaje al gran dramaturgo marañense Artur de Azevedo (1855-1908).
En el siglo XX el segundo teatro más antiguo de Brasil perdió su uso y llegó a ser cine, pero actualmente se encuentra restaurado y en pleno funcionamiento.